# Cârceni
Cârceni – wieś w Rumunii, w okręgu Mehedinți, w gminie Grozești. W 2011 roku liczyła 992 mieszkańców.